# Campeonato Internacional de Tênis de Campinas 2023 - Doppio
Il doppio del torneo di tennis professionistico Campeonato Internacional de Tênis de Campinas 2023, facente parte della categoria Challenger 100 nell'ambito dell'ATP Challenger Tour 2023, si è giocato dal 2 all'8 ottobre a Campinas, in Brasile. Tra i partecipanti erano presenti Boris Arias e Federico Zeballos, i detentori del titolo ma sono stati sconfitti in semifinale da Diego Hidalgo e Cristian Rodríguez.
In finale Guido Andreozzi e Guillermo Durán hanno sconfitto Diego Hidalgo e Cristian Rodríguez con il punteggio di 7–6(4), 6–3.

## Teste di serie
1. Guido Andreozzi /  Guillermo Durán (campioni)
2. Boris Arias /  Federico Zeballos (semifinale)

1. Diego Hidalgo /  Cristian Rodríguez (finale)
2. Fernando Romboli /  Marcelo Zormann (semifinale)

## Wildcard
1. Matheus Bueres /  Gabriel Tumasonis (primo turno)

1. Gilbert Klier Júnior /  Matheus Pucinelli de Almeida (quarti di finale)

## Alternate
1. Enzo Lima /  José Pereira (primo turno, ritirati)
2. Wilson Leite /  Pedro Sakamoto (primo turno)

1. Paulo André Saraiva dos Santos /  Rafael Tosetto (quarti di finale)

## Tabellone

### Legenda
| - Q = Qualificato - WC = Wild card - LL = Lucky loser | - ALT = Alternate - SE = Special Exempt - PR = Protected Ranking | - w/o = Walkover - r = Ritirato - d = Squalificato |

|  | Primo turno | Primo turno                           | Primo turno                           | Primo turno         | Primo turno |  |  | Quarti di finale | Quarti di finale                      | Quarti di finale                      | Quarti di finale    | Quarti di finale   |   |     | Semifinali | Semifinali                      | Semifinali                      | Semifinali                       | Semifinali                       |    |   | Finale | Finale | Finale | Finale | Finale |  |
|  |             |                                       |                                       |                     |             |  |  |                  |                                       |                                       |                     |                    |   |     |            |                                 |                                 |                                  |                                  |    |   |        |        |        |        |        |  |
|  | 1           | G Andreozzi G Durán                   | G Andreozzi G Durán                   | 6                   | 6           |  |  |                  |                                       |                                       |                     |                    |   |     |            |                                 |                                 |                                  |                                  |    |   |        |        |        |        |        |  |
|  | WC          | M Bueres G Tumasonis                  | M Bueres G Tumasonis                  | 1                   | 2           |  |  | 1                | G Andreozzi G Durán                   | G Andreozzi G Durán                   | 6                   | 7                  |   |     |            |                                 |                                 |                                  |                                  |    |   |        |        |        |        |        |  |
|  |             | I Gimenez N Zanellato                 | I Gimenez N Zanellato                 | 1                   | 2           |  |  | WC               | G Klier Júnior M Pucinelli de Almeida | G Klier Júnior M Pucinelli de Almeida | 4                   | 63                 |   |     |            |                                 |                                 |                                  |                                  |    |   |        |        |        |        |        |  |
|  | WC          | G Klier Júnior M Pucinelli de Almeida | G Klier Júnior M Pucinelli de Almeida | 6                   | 6           |  |  |                  |                                       |                                       |                     |                    |   |     | 1          | G Andreozzi G Durán             | 6                               | 5                                | [10]                             |    |   |        |        |        |        |        |  |
|  | 4           | F Romboli M Zormann                   | F Romboli M Zormann                   | F Romboli M Zormann | w/o         |  |  |                  |                                       | 4                                     | F Romboli M Zormann | 1                  | 7 | [7] |            |                                 |                                 |                                  |                                  |    |   |        |        |        |        |        |  |
|  | Alt         | E Lima J Pereira                      | E Lima J Pereira                      | E Lima J Pereira    |             |  |  | 4                | F Romboli M Zormann                   | 6                                     | 4                   | [10]               |   |     |            |                                 |                                 |                                  |                                  |    |   |        |        |        |        |        |  |
|  |             | D Dutra da Silva JL Reis da Silva     | 6                                     | 5                   | [7]         |  |  | Alt              | PA Saraiva dos Santos R Tosetto       | 1                                     | 6                   | [6]                |   |     |            |                                 |                                 |                                  |                                  |    |   |        |        |        |        |        |  |
|  | Alt         | PA Saraiva dos Santos R Tosetto       | 1                                     | 7                   | [10]        |  |  |                  |                                       |                                       |                     |                    |   |     | 1          | Guido Andreozzi Guillermo Durán | Guido Andreozzi Guillermo Durán | 7                                | 6                                |    |   |        |        |        |        |        |  |
|  |             | RA Burruchaga F Delbonis              | RA Burruchaga F Delbonis              | 78                  | 6           |  |  |                  |                                       |                                       |                     |                    |   |     |            |                                 | 3                               | Diego Hidalgo Cristian Rodríguez | Diego Hidalgo Cristian Rodríguez | 64 | 3 |        |        |        |        |        |  |
|  |             | M Alves G Roveri Sidney               | M Alves G Roveri Sidney               | 6                   | 3           |  |  |                  | RA Burruchaga F Delbonis              | RA Burruchaga F Delbonis              | 0                   | 2                  |   |     |            |                                 |                                 |                                  |                                  |    |   |        |        |        |        |        |  |
|  |             | O Luz E Ribeiro                       | O Luz E Ribeiro                       | 5                   | 62          |  |  | 3                | D Hidalgo C Rodríguez                 | D Hidalgo C Rodríguez                 | 6                   | 6                  |   |     |            |                                 |                                 |                                  |                                  |    |   |        |        |        |        |        |  |
|  | 3           | D Hidalgo C Rodríguez                 | D Hidalgo C Rodríguez                 | 7                   | 7           |  |  |                  |                                       |                                       |                     |                    |   |     | 3          | D Hidalgo C Rodríguez           | D Hidalgo C Rodríguez           | 6                                | 7                                |    |   |        |        |        |        |        |  |
|  |             | L Darderi A Pellegrino                | L Darderi A Pellegrino                | 6                   | 6           |  |  |                  |                                       | 2                                     | B Arias F Zeballos  | B Arias F Zeballos | 2 | 5   |            |                                 |                                 |                                  |                                  |    |   |        |        |        |        |        |  |
|  |             | L Margaroli S Rodríguez Taverna       | L Margaroli S Rodríguez Taverna       | 3                   | 4           |  |  |                  | L Darderi A Pellegrino                | L Darderi A Pellegrino                | 4                   | 3                  |   |     |            |                                 |                                 |                                  |                                  |    |   |        |        |        |        |        |  |
|  | Alt         | W Leite P Sakamoto                    | W Leite P Sakamoto                    | 1                   | 0           |  |  | 2                | B Arias F Zeballos                    | B Arias F Zeballos                    | 6                   | 6                  |   |     |            |                                 |                                 |                                  |                                  |    |   |        |        |        |        |        |  |
|  | 2           | B Arias F Zeballos                    | B Arias F Zeballos                    | 6                   | 6           |  |  |                  |                                       |                                       |                     |                    |   |     |            |                                 |                                 |                                  |                                  |    |   |        |        |        |        |        |  |